# Petrogale assimilis
Petrogale assimilis — вид родини Кенгурових. Етимологія: лат. assimilis – «подібний до». Диплоїдний набір хромосом, 2n=20., вага 4.3 кг. Вагітність триває 29–34 дні, вигодовування молоком 253–387 днів.

## Поширення
Ендемік Австралії. Живе північному сході штату Квінсленд. Діапазон поширення за висотою: 0–1000 м над рівнем моря. Мешкає в скелястих районах, вкритих відкритим лісом, або рідколіссям.

## Загрози та охорона
Здається, немає серйозних загроз для цього виду, але інтенсивніше скотарство може вплинути на населення. Введені кішки можуть полювати на молодь. Вид присутній на багатьох природоохоронних територіях, у тому числі це Національний Парк Блекбрес і Національний Парк Боулінг Грін Бей.